# 營盤山遺址
營盤山遺址位於四川省阿壩州茂縣鳳儀鎮，文物遺址年代判定為新石器时代。2002年12月27日公佈為四川省第六批省級文物保護單位。2006年5月25日列為第六批全國重點文物保護單位。
营盘山遗址总面积约15万平方米，是一处具有自身特色的本土文化因素为主体成分、同时吸收了多种外来文化因素的新石器时代地方文化类型的文化遗址。
该遗址使岷江上游新石器石代的内涵能够得以基本明确，并可以建立起本地区距今6000-4500年间的新石器时代文化发展的初步序列，为研究长江文明与黄河文明之间的文化交流、传播及融合情况提供了新的实物材料。同时，营盘山遗址也是长江上游地区截止2008年发现的面积最大、时代最早、文明内涵最为丰富的大型中心聚落遗址。